# Apostolepis niceforoi
Apostolepis niceforoi — вид неотруйних змій родини полозових (Colubridae).

## Етимологія
Вид названо на честь бразильського натураліста Ерману Нікефору Марії (1888—1980), який зібрав типовий зразок виду.

## Поширення
Вид поширений в Колумбії та на заході Бразилії.

## Оригінальна публікація
- Amaral, 1935 : Estudos sobre ophídios neotropicos XXXIII. Novas especies de ophídios do Colombia. Memórias do Instituto Butantan, vol. 9, P..